# MTV Hard Rock Live
MTV Hard Rock Live — концертний альбом канадського поп-панк гурту Simple Plan. Виданий 4 жовтня 2005 року на Atlantic Records. До альбому увійшли концертні записи пісень з двох попередніх альбомів. Було представлено дві версії альбому: звичайна, та спеціальна версія для шанувальників гурту. Стандартна версія містила запис самого концерту, акустичну версію пісні Crazy, відео з концерту перших двох пісень Jump та Shut Up!, а також невеликий буклет з фотографія виступу. До розширеної версії увійшов повний запис виступу, включаючи відео з концерту у форматі 5.1, акустичні версії трьох пісень та розширений буклет на 32 сторінки.

## Список пісень
1. «Shut Up!» — 4:18
2. «Jump» — 4:32
3. «The Worst Day Ever» — 4:20
4. «Addicted» — 4:14
5. «Me Against the World» — 3:46
6. «Crazy» — 4:58
7. «God Must Hate Me» — 4:02
8. «Thank You» — 5:39
9. «Welcome to My Life» — 4:52
10. «I'm Just a Kid» — 5:07
11. «I'd Do Anything» — 4:44
12. «Untitled (How Could This Happen to Me?)» — 4:23
13. «Perfect» — 5:45
14. «Crazy (Acoustic Version)» (бонус-трек) — 3:55
15. «Welcome to My Life (Acoustic Version)» (бонус-трек) — 3:35
16. «Perfect (Acoustic Version)» (бонус-трек) — 4:06
17. «Promise (Live)» (бонус-трек японського видання)

## Чарти
| Чарт (2005)                                  | Найвища позиція |
| -------------------------------------------- | --------------- |
| Австралія Australian Albums (ARIA)           | 28              |
| Швейцарія Swiss Albums (Schweizer Hitparade) | 84              |
| США Billboard 200                            | 119             |

## Сертифікації
| Регіон                                                                                          | Сертифікація | Продажі |
| ----------------------------------------------------------------------------------------------- | ------------ | ------- |
| Бразилія (ABPD)                                                                                 | Золотий      | 50 000* |
| Канада (Music Canada)                                                                           | Золотий      | 50 000^ |
| *продажі, що базуються лише на сертифікаціях ^відвантаження, що базуються лише на сертифікаціях |              |         |